# ジョン・ラム
ジョン・マイケル・ラム（John Michael Lamb, 1990年7月10日 - ）は、アメリカ合衆国カリフォルニア州オレンジ郡ラ・パルマ出身のプロ野球選手（投手）。左投左打。現在は、フリーエージェント（FA）。

## 経歴

### プロ入りとロイヤルズ傘下時代

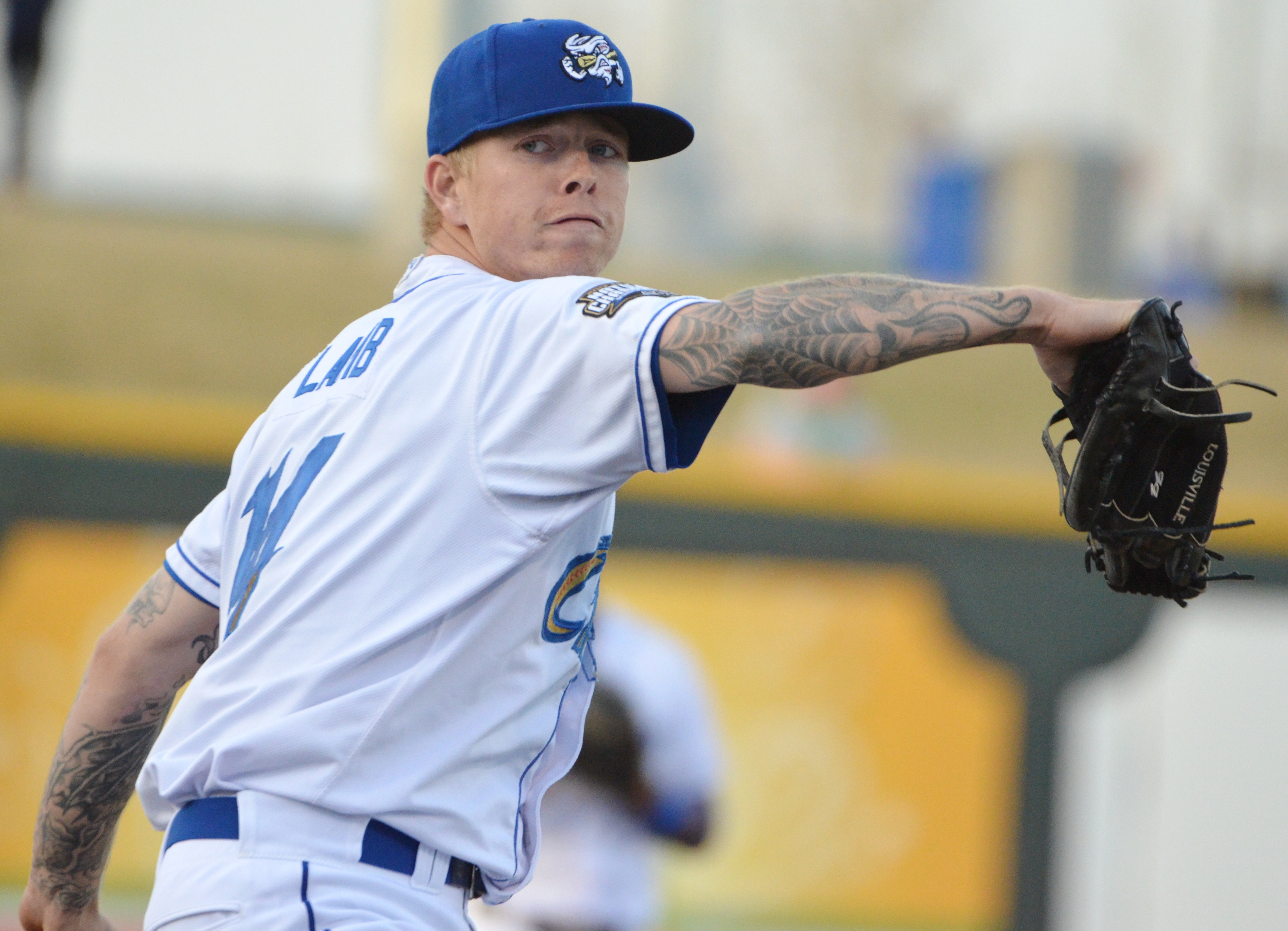
ロイヤルズ傘下時代(2014年4月10日)

2008年のMLBドラフト5巡目（全体145位）でカンザスシティ・ロイヤルズから指名され、6月8日に契約。
2009年、傘下のアパラチアンリーグのルーキー級バーリントン・ロイヤルズでプロデビュー。6試合に先発登板して2勝2敗、防御率3.95、46奪三振を記録した。7月からパイオニアリーグのルーキー級アイダホフォールズ・チュカーズでプレー。8試合に先発登板して3勝1敗、防御率3.70、25奪三振を記録した。
2010年はまずA級バーリントン・ビーズでプレーし、8試合に先発登板して2勝3敗、防御率1.58、43奪三振の成績を残した。5月にA+級ウィルミントン・ブルーロックスへ昇格。A+級ウィルミントンでは13試合に先発登板し、6勝3敗、防御率1.45、90奪三振と好投。7月にAA級ノースウエストアーカンソー・ナチュラルズへ昇格した。AA級ノースウエストアーカンソーでは7試合に先発登板して2勝1敗、防御率5.45、26奪三振を記録した。
2011年はAA級ノースウエストアーカンソーで開幕を迎えたが、5月20日に右肘の故障で離脱し、6月3日にトミー・ジョン手術を受けた。この年はAA級ノースウエストアーカンソーでプレーし、8試合に先発登板して1勝2敗、防御率3.09、22奪三振のを記録した。
2012年8月にルーキー級アリゾナリーグ・ロイヤルズで復帰。9月からはルーキー級アイダホフォールズでプレーした。オフの11月20日にロイヤルズとメジャー契約を結び、40人枠入りした。
2013年2月20日にロイヤルズと49万ドルの1年契約に合意。A+級ウィルミントンで開幕を迎え、19試合に先発登板して4勝12敗、防御率5.63、76奪三振のを記録した。8月にAAA級オマハ・ストームチェイサーズへ昇格。AAA級オマハでは3試合に先発登板して1勝2敗、防御率6.75、10奪三振を記録した。
2014年2月27日にロイヤルズと50万ドルの1年契約に合意。この年はAAA級オマハでプレーし、27試合（先発26試合）に登板して8勝10敗、防御率3.97、131奪三振を記録した。

### レッズ時代
2015年7月26日にジョニー・クエトと金銭とのトレードで、ブランドン・フィネガン、コディ・リードと共にシンシナティ・レッズに移籍した。8月14日にメジャー初昇格を果たし、同日のロサンゼルス・ドジャース戦にて先発でデビューしたが、6回5失点で敗戦投手となった。この年は10試合に先発登板したが、492⁄3回を投げ、1勝5敗、防御率5.80、被本塁打8という成績に終わった。ただ、才能を見せた面もあり、58奪三振、奪三振率10.5を記録し、高い三振奪取能力を発揮した。
2016年は、2015年12月に背中の手術を受けたため開幕から故障者リストに入った。5月3日に故障者リストから復帰したが14試合に先発し、70回を投げ1勝7敗・防御率6.43の成績で、7月17日にマイナー・オプションでAAA級ルイビル・バッツに降格した。10月24日には椎間板ヘルニアの手術を受けることが明らかになり、27日にDFAとなった。

### エンゼルス傘下時代
2016年11月2日に金銭トレードで、タンパベイ・レイズへ移籍したが、18日に自由契約となった。
その後、12月2日にロサンゼルス・エンゼルスとマイナー契約を結んだ。
2017年は開幕から故障者リスト入りしたまま登板が無く、5月9日には禁止薬物の使用が発覚して50試合の出場停止処分が科せられた。この年は傘下のAAA級ソルトレイク・ビーズでプレーし、13試合に先発登板して6勝3敗、防御率5.37、48奪三振を記録した。
2018年はAAA級ソルトレイクで開幕を迎え、6月16日にメジャー契約を結んでアクティブ・ロースター入りした。オフの11月2日にFAとなった。

## 詳細情報

### 年度別投手成績
| 年 度    | 球 団    | 登 板 | 先 発 | 完 投 | 完 封 | 無 四 球 | 勝 利 | 敗 戦 | セ 丨 ブ | ホ 丨 ル ド | 勝 率 | 打 者 | 投 球 回 | 被 安 打 | 被 本 塁 打 | 与 四 球 | 敬 遠 | 与 死 球 | 奪 三 振 | 暴 投 | ボ 丨 ク | 失 点 | 自 責 点 | 防 御 率 | W H I P |
| -------- | -------- | ----- | ----- | ----- | ----- | -------- | ----- | ----- | -------- | ----------- | ----- | ----- | -------- | -------- | ----------- | -------- | ----- | -------- | -------- | ----- | -------- | ----- | -------- | -------- | ------- |
| 2015     | CIN      | 10    | 10    | 0     | 0     | 0        | 1     | 5     | 0        | 0           | .167  | 220   | 49.2     | 58       | 8           | 19       | 0     | 2        | 58       | 0     | 0        | 32    | 32       | 5.80     | 1.55    |
| 2016     | CIN      | 14    | 14    | 0     | 0     | 0        | 1     | 7     | 0        | 0           | .125  | 318   | 70.0     | 84       | 14          | 31       | 0     | 1        | 58       | 1     | 1        | 54    | 50       | 6.43     | 1.64    |
| 2018     | LAA      | 3     | 3     | 0     | 0     | 0        | 0     | 1     | 0        | 0           | .000  | 50    | 10.0     | 15       | 4           | 4        | 1     | 0        | 11       | 0     | 0        | 10    | 8        | 7.20     | 1.90    |
| MLB：3年 | MLB：3年 | 27    | 27    | 0     | 0     | 0        | 2     | 13    | 0        | 0           | .133  | 588   | 129.2    | 157      | 26          | 54       | 1     | 3        | 127      | 1     | 1        | 96    | 90       | 6.25     | 1.63    |

- 2018年度シーズン終了時

### 背番号
- 47 （2015年 - 2016年）
- 46 （2018年）